# Tigre Hank
Tigre Hank (* 30. September 1991 in Tijuana) ist ein mexikanischer Tennisspieler.

## Karriere
Tigre Hank spielt hauptsächlich auf der ATP Challenger Tour und der ITF Future Tour. Er feierte bislang zwei Einzelsiege auf der Future Tour.
Sein Debüt im Einzel auf der ATP World Tour gab er im Februar 2014 bei der Abierto Mexicano Telcel, wo er sich über eine Wildcard für das Hauptfeld qualifizierte, dann jedoch in der ersten Hauptrunde an Sam Querrey scheiterte.
Tigre Hank spielt seit 2014 für die mexikanische Davis-Cup-Mannschaft. Für diese trat er in zwei Begegnungen an, wobei er im Einzel eine Bilanz von 1:2 und im Doppel eine von 1:0 aufzuweisen hat.